# Torrent d’Abriès
Der Torrent d’Abriès ist ein Gebirgsfluss in Frankreich, der im Département Alpes-de-Haute-Provence in der Region Provence-Alpes-Côte d’Azur verläuft. Er entspringt unter dem Namen Ravin de Pelouse  in den französischen Seealpen, beim Col de Pelouse, im Gemeindegebiet von Jausiers. Anfangs entwässert er nach Nordnordwest, schwenkt dann Richtung Westen und mündet nach rund 16 Kilometern im gleichen Gemeindegebiet Jausiers als linker Nebenfluss in die Ubaye.

## Orte am Fluss
(Reihenfolge in Fließrichtung)
- La Traune, Gemeinde Jausiers
- La Croix Sylve, Gemeinde Jausiers
- Cabanes d’Abriès, Gemeinde Jausiers
- L’Ubac, Gemeinde Jausiers
- Guènier, Gemeinde Jausiers